# Ivan Olita
Ivan Olita (n. 24 noiembrie 1987, Verona, Italia) este un moderator de televiziune italian.